# Phyllanthus eximius
[[italictitle}}
Phyllanthus eximius là một loài thực vật thuộc họ Euphorbiaceae. Đây là loài đặc hữu của Jamaica. Chúng hiện đang bị đe dọa vì mất môi trường sống.